# Glucidă

Lactoza este o dizaharidă găsită în lapte. Formula sa moleculară este.

Zaharidele (cunoscute și sub denumirea de: zaharuri, glucide, carbohidrați sau hidrați de carbon) sunt compuși organici cu funcțiune mixtă, ce au în compoziția lor atât grupări carbonilice (aldehidă sau cetonă), cât și grupări hidroxilice (hidroxil). În majoritatea cazurilor, raportul dintre numărul atomilor de hidrogen și de oxigen este de 2:1 (ca al apei); cu alte cuvinte, au formula empirică Cm(H2O)n (unde m poate fi diferit de n). Există și unele excepții; de exemplu, dezoxiriboza, o zaharidă componentă a ADN-ului, are formula brută C5H10O4.  De aceea, zaharidele mai sunt numite și carbohidrați sau hidrați de carbon,  dar din punct de vedere structural este corect să fie privite mai degrabă ca polihidroxialdehide sau ca polihidroxicetone. 
Glucidele constituie o componentă majoră a alimentației (macronutrienți) alături de proteine și lipide, exemple: glucoza, fructoza, zaharoza, lactoza.
Clasa zaharidelor este împărțită în trei grupe: monozaharide, oligozaharide (pot fi dizaharide, trizaharide, etc) și polizaharide.  Denumirea de zaharidă vine din grecescul σάκχαρον (sákkharon), care înseamnă zahăr. Deși nomenclatura zaharidelor este complexă, numele monozaharidelor și dizaharidelor se termină de cele mai multe ori cu sufixul -oză. De exemplu, glucida din struguri este glucoza, zahărul este zaharoza, iar glucida din lapte este lactoza.
Glucidele joacă diverse roluri în organismele vii, atât la animale, cât și la plante. Unele polizaharidele sunt substanțe de rezervă sau de depozit al energiei (cum este de exemplu amidonul și glicogenul), iar altele sunt componente structurale (cum este celuloza la plante și chitina la artropode). Monozaharida riboză este un component important al unor compuși biochimici, precum adenozintrifosfatul sau acidul ribonucleic (la fel cum este și dezoxiriboza componentă a acidului dezoxiribonucleic). Zaharidele și derivații lor reprezintă biomolecule care joacă roluri importante în sistemul imunitar, fecundare, previn evoluția bolilor, în coagularea sângelui și în dezvoltare.  Sub aspect biochimic și fiziologic, glucidele constituie o materie primă pentru sinteza celorlalți compuși biochimici: proteine, lipide, cetoacizi, acizi organici.

## Structură
În trecut, în chimie era folosit termenul de „carbohidrat” pentru orice compus cu formula Cm (H2O) n. Conform acestei definiții, unii chimiști au considerat formaldehida (CH2O) ca fiind cea mai simplă zaharidă,  în timp ce alții au considerat glicolaldehida ca fiind cea mai simplă.  Astăzi, termenul este, în general, folosit în contextul biochimic, excluzându-se compușii cu unul sau doi atomi de carbon.
Zaharidele naturale sunt, în general, constituite din carbohidrați simpli numiți monozaharide, cu formula generală (CH2O)n unde n este 3 sau mai mult. O monozaharidă tipică are structura H–(CHOH)x(C=O)–(CHOH)y–H, fiind, cu alte cuvinte, o aldehidă sau cetonă cu un anumit număr de grupe hidroxil legate de catenă, de obicei de fiecare atom de carbon care nu face parte din grupa carbonilică. Printre exemplele de monozaharide se numără următoarele: glucoză, fructoză, arabinoza, etc. Totuși, există unii compuși cunoscuți ca monozaharide care nu respectă formula (de exemplu acidul glucuronic, un tip de acid uronic, și dezoxizaharidele), și, de asemenea, există și compuși care respectă formula, dar nu sunt considerate a fi monozaharide (precum formaldehida, CH2O și inozitolul (CH2O)6).
De cele mai multe ori, forma alifatică (cu catenă deschisă) a unei monozaharide coexistă cu forma ciclică, în care grupa carbonilică de aldehidă sau cetonă (C=O) și una dintre grupele hidroxil (-OH) reacționează pentru a forma un hemiacetal (o punte eterică de forma C-O-C).
Mai multe monozaharide se pot uni pentru a forma oligozaharide și polizaharide, într-o mare varietate. Mulți carbohidrați conțin una sau mai multe unități de monozaharidă care au avut unele grupe adăugate sau eliminate. De exemplu, dezoxiriboza, componentă a ADN-ului, este versiunea modificată a ribozei; chitina este alcătuită din unități repetitive de N-acetil glucozamină, o formă a glucozei ce conține azot.

## Nomenclatura
Cel care încearcă prima dată să denumească glucidele este C. Schmidt în anul 1844, care le denumește hidrați de carbon, datorită raportului observat între atomii de hidrogen și oxigen de 2:1. Se propune formula generală de Cn(H 2O)n. Formula propusă are două inconveniente:
- Hidrogenul și oxigenul nu sunt legați sub forma de molecule de apă de atomul de carbon
- Există substanțe de tipul aldehidei formice CH2O, acid lactic C 3(H2O)3, care nu sunt glucide.

Nomenclatura actuală de glucide provine de la grecescul γλικισ (glikis=dulce). Nici această denumire nu este riguros științifică, deoarece glucidele cu masă mare (celuloză, amidon) nu au gust dulce.

## Clasificarea
Are la bază comportarea glucidelor la reacția de hidroliză:

### Oze
Cunoscute și sub denumirea de monoglucide sunt glucidele care, prin hidroliză, nu pot fi descompuse în molecule mai simple care să posede proprietăți fizico-chimice caracteristice glucidelor; de asemenea constituie substanțe de rezervă utilizate de către celule și țesuturi. Biosinteza lor se realizează prin fotosinteză.

### Ozide
substanțe formate prin unirea mai multor molecule de monozaharide:
- Oligozaharide formate dintr-un număr mic de resturi de monozaharide (ex.: zaharoza, maltoza, lactoza)
- Polizaharide formate dintr-un număr foarte mare de monozaharide (ex. amidon, fibre alimentare).

## O altă clasificare
Monozaharide: 
- cu 5 atomi de carbon (ex.: manoza, riboza, dezoxiriboza si arabioza)
- cu 6 atomi de carbon (ex.: glucoza, fructoza și galactoza - toate 3 au formula moleculară C6H12O6, dar proprietăți diferite)

Polizaharide:
- Amidonul: este substanță de rezervă în celula vegetală; are rol energetic
- Glicogenul: este substanță de rezervă în celula bacteriană, fungală și animală — rol energetic
- Celuloza și hemiceluloza: intră în alcătuirea peretelui celular la plante
- Chitina: intră în alcătuirea peretelui celular în celula fungală și în exoscheletul insectelor.